# Ozicrypta australoborealis
Ozicrypta australoborealis là một loài nhện trong họ Barychelidae. Loài này phân bố ờ het Noordelijk Territorium.